# Newport East
Newport East – jednostka osadnicza w Stanach Zjednoczonych, w stanie Rhode Island, w hrabstwie Newport.